# 七野うみ
七野 うみ（ななつの うみ、7月28日 - ）は、日本の女性声優・ナレーター。以前は三木プロダクションに所属していた。
現在はフリー。

## 概要

### 経歴
千葉県出身。
総合学園ヒューマンアカデミーに入学後、賢プロダクション付属養成所のスクールデュオを経て三木プロダクションに所属する。現在はフリーランスとして活動。

## 出演作品[2]

### テレビアニメ
2013年
- ちはやふる2（佐倉彩夏、女子生徒、女生徒）

### 劇場アニメ
2016年
- ちえりとチェリー

### ゲーム
2013年
- 〜聖魔導物語〜

2014年
- 大江戸BlackSmith（桐[3]）

2016年
- 薔薇に隠されしヴェリテ（ベルタン夫人[4]）

### アプリ
2014年
- ロボクラ～跳べ！高尾之峰高校体育会女子ロボット部～（戦場理子）
- サウザンドメモリーズ（任想の配達娘ティル、モブレディ）

2015年
- 妖怪百姫たん!（龍、武振熊命）
- サウザンドメモリーズ（禁忌の魔傀匠モワ）
- 口先番長VS（システムボイス、購買部のお姉さん ほか）
- 戦国X（竹林院、江・澪）

### デジタルコミック
- 宿無しイケメン拾いました（2023年、愛莉、鈴[5]）
- 勇者の母ですが、魔王軍の幹部になりました。（2023年、美穂[6]）

### 吹き替え

#### テレビドラマ
- 謀りの後宮（安楽公主／小魚／水雲）
- リベンジ シーズン３ #２２（レイエス刑事 ほか）、シーズン４ #１８（ブリジッド ほか）
- 孔子＃22（使用人女1,娼妓1）
- のだめカンタービレ 〜ネイル カンタービレ（チェ・ドギョン＜キム・ユミ＞）
- スキャンダル 託された秘密シーズン４ #１８（マーゴ）
- ジ・アメリカンズシーズン３ #７（配達女,学生女1,職員女,客の女）
- HOMELAND/ホームランドシーズン５ #９（BND女）
- ザ・プレイヤー ～究極のゲーム～＃８（女性医師,客の女,店の女,女子学生）
- エクスタントシーズン２ #１１（リポーター女,女性）
- THE 100/ハンドレッドシーズン１ #５（ローマ,アナ,女性職員 ほか）、シーズン３ #１３（囚人女,生徒女,女性機械音）、シーズン３ #１４（ジュエル,少女1）
- TEEN WOLF シーズン５ #９（ベス,女性警官）
- フィアー・ザ・ウォーキング・デッドシーズン２ #１（避難民2,無線）

#### 映画
- 2月の夏（ドリー ほか）
- イフ・アイ・ステイ 愛が還る場所（リズ）
- 沈黙の帝王（反逆者,女,キャスター,マシン音声）
- XOXO（シャンニー）
- 素敵な人生の終り方（デイジー,メイベル,女１,女２）

#### アニメ
- アバター 伝説の少年アン シーズン3 火の巻 第6章 （ターミン）

### ナレーション

#### TV
- ANSWERS（BSフジ）
- 撮影NGを漫画にしてみました（テレビ大阪）

#### Web
- SHIMICOM（イオン化粧品HP内）